# Mus musculus

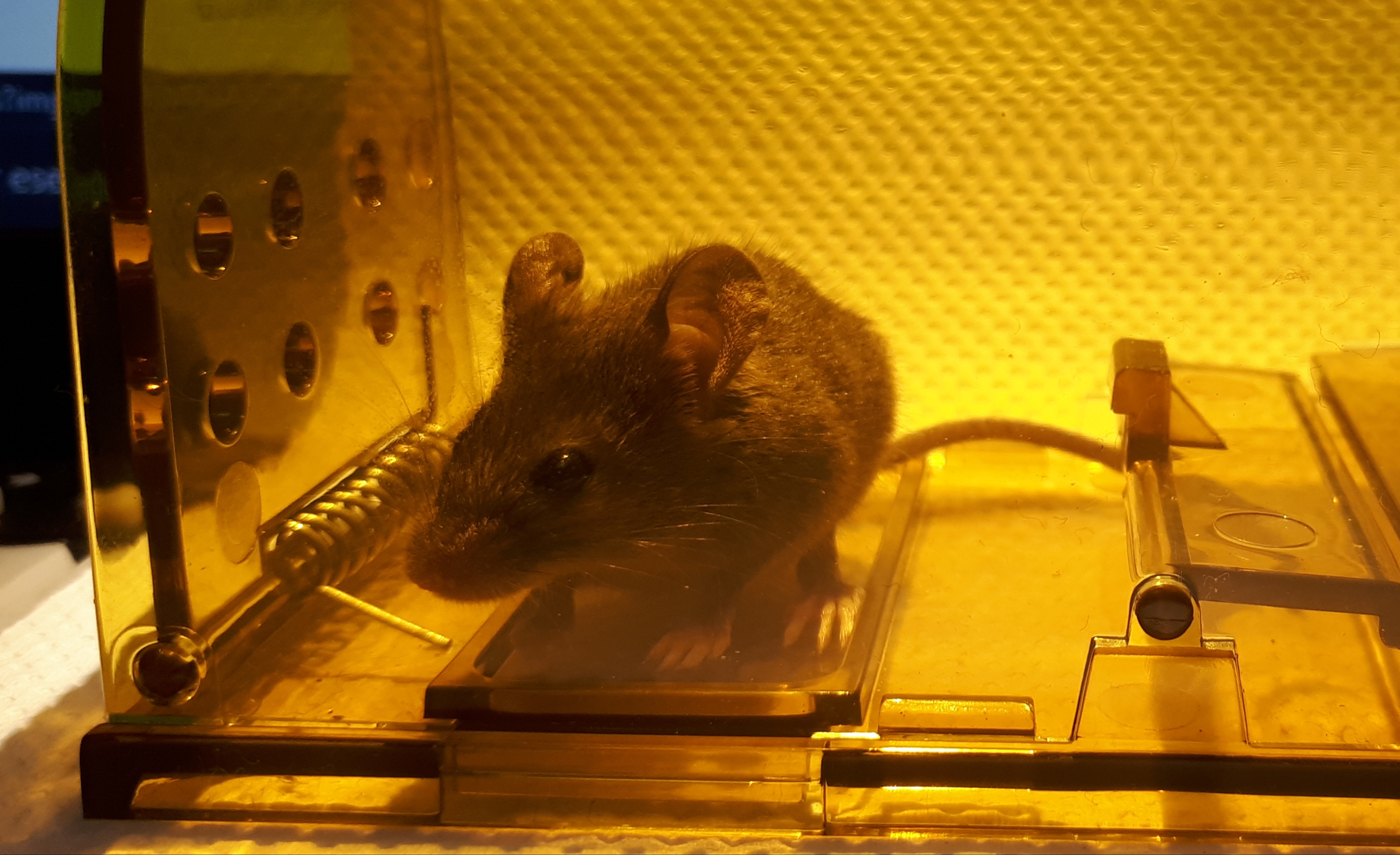
Topo casalingo catturato e fotografato in Italia presso la città di Roma.

Il topolino delle case (Mus musculus, Linnaeus, 1758) è un piccolo mammifero roditore della famiglia dei Muridi. Viene anche chiamato topo comune, per differenziarlo dal topo selvatico (Apodemus sylvaticus) e dal topo campagnolo (Microtus arvalis).
Si tratta della specie di gran lunga più diffusa del genere Mus, appartenente alla famiglia dei Muridi e rappresentato nel mondo da una quarantina di specie: il topolino delle case si può infatti trovare comunemente in quasi tutti i paesi del mondo, spesso al fianco degli umani, che involontariamente gli procurano vitto e alloggio, ma non sempre in armonia con loro, in quanto i topi possono arrecare danni anche ingenti alle colture e alle dispense di cibo, oltre a rendersi vettori di una serie di malattie, come la leptospirosi. A livello sanitario alimentare è considerato uno dei principali vettori della contaminazione poiché, oltre a essere presente in quasi tutto il globo, ha la particolare capacità di passare attraverso spazi estremamente stretti (ad esempio anche nelle piccole fessure sotto le porte. Questa sua abilità lo rende uno dei principali pericoli nel settore alimentare, da tenere sotto controllo attraverso il sistema HACCP.

## Tassonomia
La tassonomia del topo è un argomento molto delicato e lungi dall'essere chiarito in maniera esauriente: mentre in passato venivano classificate numerose sottospecie, con l'avanzare dei metodi di lettura del DNA si è potuto risalire all'effettiva affinità fra le varie popolazioni, portando in molti casi a declassare a semplici varianti locali, alle volte frutto dell'incrocio fra varie sottospecie giunte nell'area al seguito dell'uomo, le popolazioni considerate sottospecie autonome. In altri invece si è preferito elevare la sottospecie al rango di specie a sé stante.
In passato venivano riconosciute come sottospecie anche le seguenti:
- Mus musculus bactrianus = Mus bactrianus
- Mus musculus brevirostris
- Mus musculus chinensis
- Mus musculus topiscquam
- Mus musculus gentilis
- Mus musculus homourus
- Mus musculus hortulanus
- Mus musculus manchu
- Mus musculus molossinus[2]
- Mus musculus poschiavinus
- Mus musculus praetextus
- Mus musculus spicilegus = Mus spicilegus
- Mus musculus spretus = Mus spretus
- Mus musculus wagneri

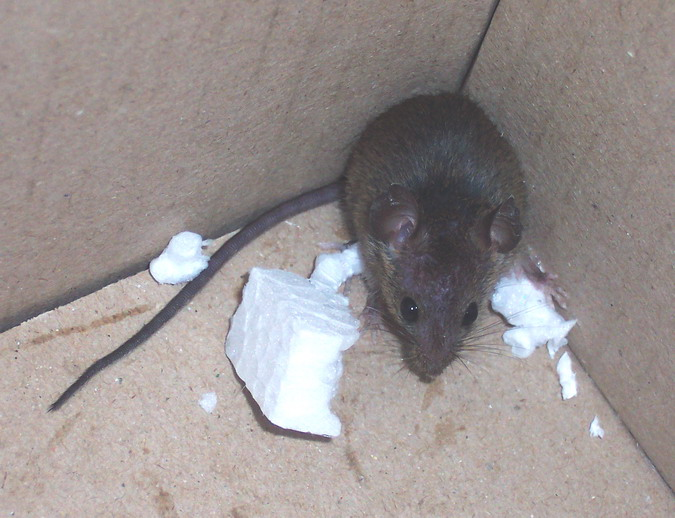
Mus musculus castaneus fotografato a Giava.

Attualmente le tre sottospecie di topolino domestico comunemente riconosciute sono:
- Mus musculus castaneus, nel Sud-est asiatico;
- Mus musculus domesticus, in Europa sud-occidentale;
- Mus musculus musculus, in Europa centro-orientale;

A queste si sommerebbe Mus musculus gentilulus, diffusa nella Penisola araba.
Sempre più studiosi sono convinti della validità di una classificazione che contempli le sopracitate sottospecie come specie a sé stanti (Mus castaneus, Mus domesticus, Mus gentilulus e Mus musculus): in tal modo, in Italia (dove è diffusa unicamente la sottospecie domesticus) si troverebbero solo topi domestici e non topi comuni.

## Distribuzione
(Plinio il Vecchio)
Probabilmente originaria dell'Asia centrale, la specie si è diffusa praticamente in tutto il mondo, al fianco dell'uomo, tramite i commerci via terra e mare.
Specie estremamente adattabile e spiccatamente sinantropa, il topo vive praticamente in qualsiasi luogo che gli offra un recesso in cui potersi nascondere e sfamarsi. Lo si trova perciò in ambienti urbani e suburbani, dove vive a qualsiasi altitudine, mentre è una presenza piuttosto rara nelle aree rurali in quota e negli ambienti boschivi. In generale, il topo manca nei luoghi dove altri animali gli fanno concorrenza, poiché non è molto efficiente come specie antagonista. Tuttavia, in alcune aree di nuova colonizzazione (come Australia e Nuova Zelanda) i topi possono convivere senza eccessivi problemi con altre specie di roditore con abitudini similari.
È inserito nell'elenco delle 100 tra le specie invasive più dannose al mondo.

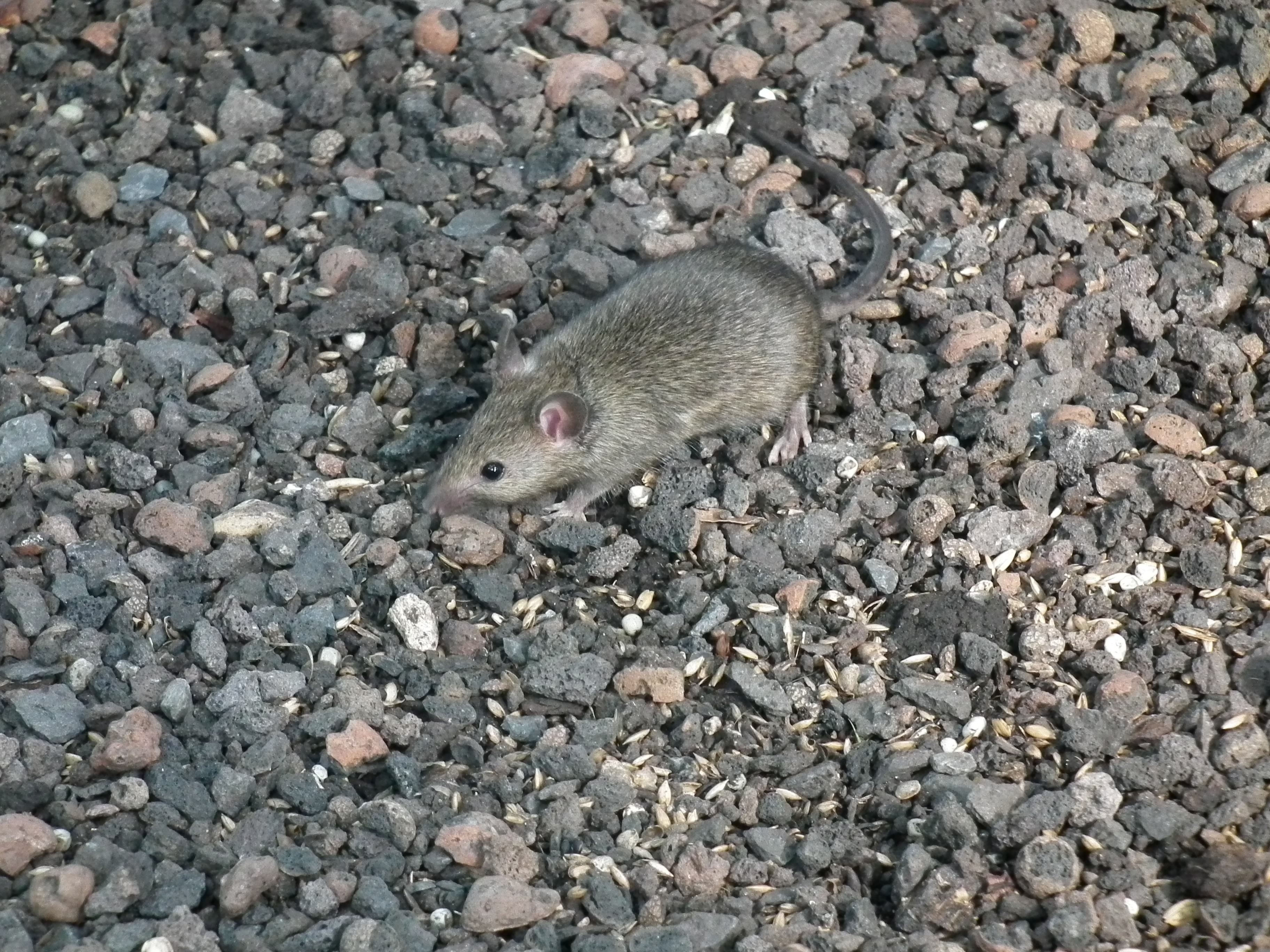
Topo comune (Mus musculus).

## Descrizione

### Dimensioni
I topi adulti misurano una ventina di centimetri, di cui la metà o poco meno spetta alla coda: il peso invece oscilla fra i 10 e i 25 grammi.

### Aspetto
Il pelo, corto e lucente, varia individualmente dal brunastro al nero. Esso ricopre interamente il corpo, tranne zampe, orecchie, coda e punta del muso, che sono quasi del tutto glabre e di colore natale.
Il corpo del topo si può dividere in tre parti:

Un cranio di topo.

- La testa, dalla forma allungata, contiene la bocca (delimitata da due labbra) e gli organi sensoriali olfattivo, visuale e uditivo. Gli occhi sono neri, lucidi e muniti di palpebre. Essendo un animale di abitudini crepuscolari e notturne, non necessita della visione a colori e perciò si suppone che la sua vista sia in bianco e nero o solo leggermente a colori.

Sulla sommità del cranio si trovano le orecchie, che hanno padiglione glabro e membranaceo. Il senso dell'udito nei topi è molto sviluppato, infatti essi possono udire frequenze fino ai 100 kHz e forse anche maggiori, quindi ben oltre la soglia degli ultrasuoni. Il topo è in grado di comunicare con i suoi simili sia con suoni udibili all'orecchio umano (squittii), generalmente utilizzati per i richiami a lunghe distanze, sia con richiami ultrasonici, utilizzati nella comunicazione su breve distanza.

Sulla punta del muso si trovano le narici e l'organo vomeronasale, utilizzato dall'animale per individuare i feromoni, secreti dalle ghiandole prepuziali di ambo i sessi e rilasciati anche tramite le lacrime. Sulla punta del muso sono site inoltre le sensibili vibrisse, che hanno funzione tattile e vengono utilizzate dall'animale anche per comprendere le dimensioni degli anfratti nei quali si trova.

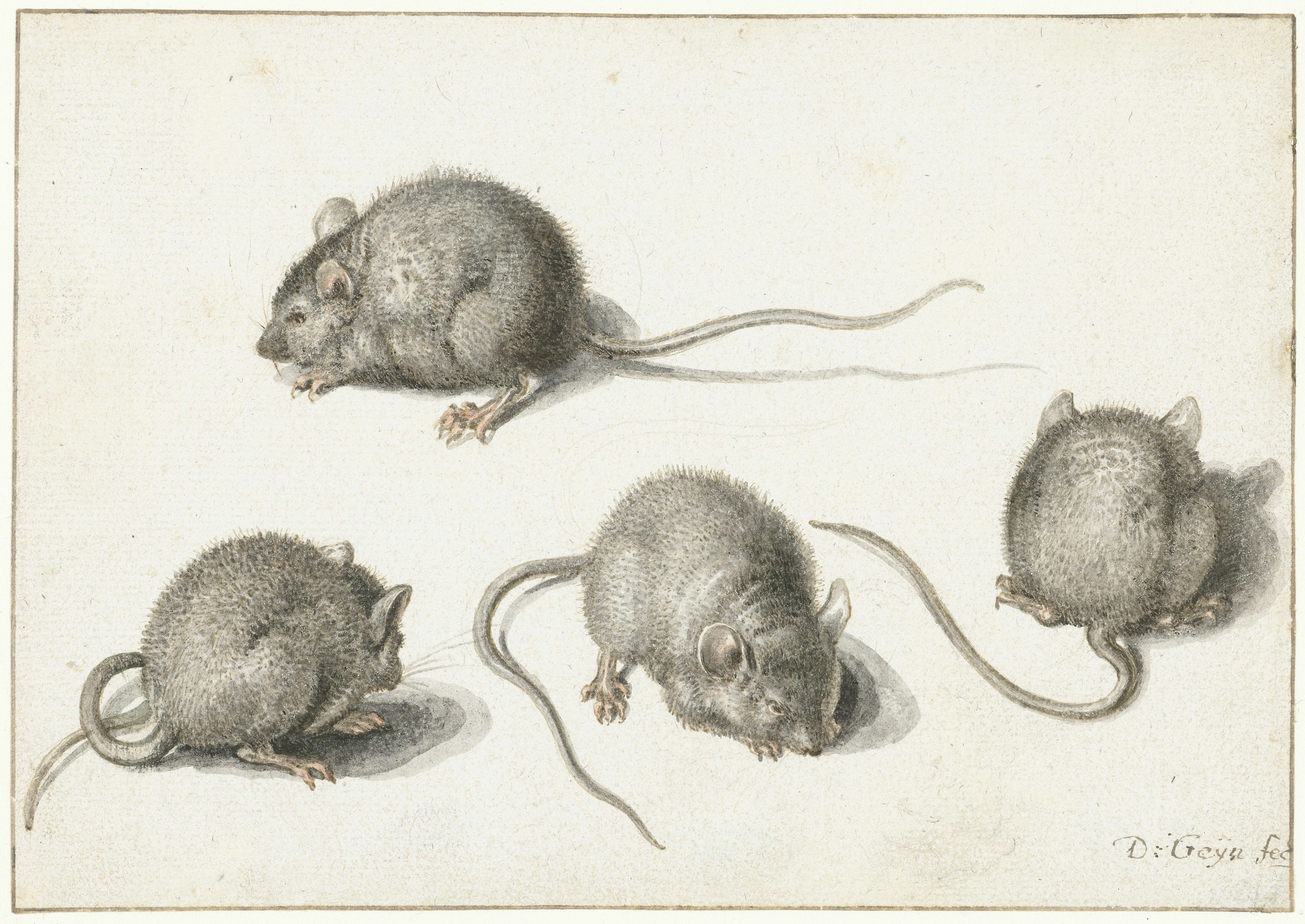
Rappresentazione di un topo in quattro posizioni, di Jacques de Gheyn (1565-1629).

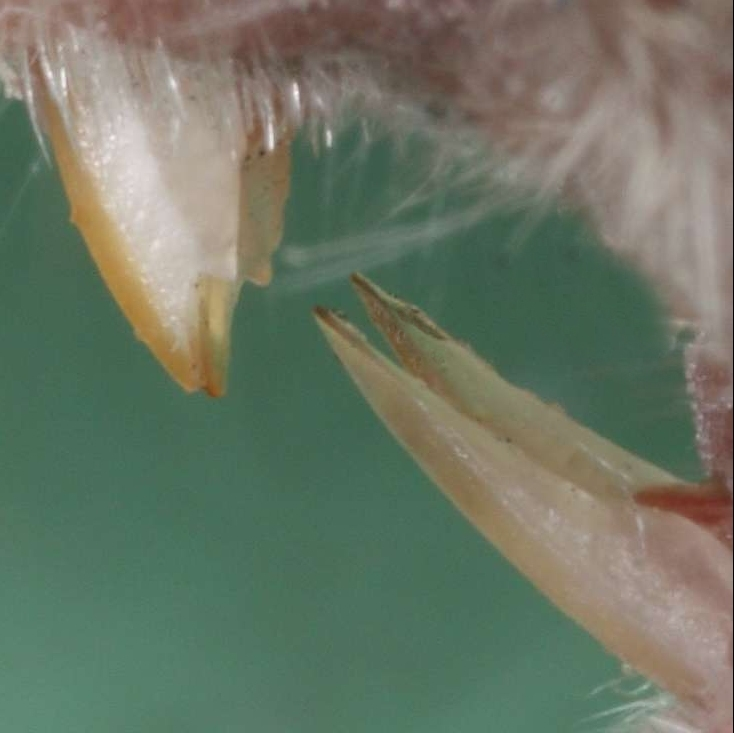
La tacca nei denti anteriori superiori è una buona indicazione per la determinazione corretta della specie.

- Al tronco si attaccano lateralmente due paia di zampe, centralmente le mammelle e gli orifizi urinari, genitali e anali. Esso è separato dalla testa da un collo ben distinguibile, nel quale, oltre al timo propriamente detto, si trova una seconda ghiandola con struttura e funzione simili, posta nei pressi della trachea[11].

Le zampe, tutte all'incirca della lunghezza di un paio di centimetri (a differenza di quelle del topo selvatico, le cui zampe posteriori sono ben più lunghe delle anteriori), sono divisibili a loro volta in tre segmenti:
Stilopodio (braccio o coscia);
Zeugopodio (avambraccio o gamba);
Autopodio (mano o piede);
La mano possiede quattro dita ben sviluppate e munite di artigli, un pollice molto corto e cinque callosità palmari. Il piede possiede cinque dita, ben sviluppate e munite di artigli. Sui punti di appoggio si sono sviluppate delle callosità la cui disposizione varia a seconda dell'individuo.

Le mammelle sono presenti unicamente nelle femmine in numero di cinque paia, tre pettorali e due inguinali o pelviche.

Nella femmina, l'uretra si apre davanti alla vagina, che si apre a livello della vulva. L'ano è separato dalla vulva tramite un piccolo perineo. Nel maschio, gli orifizi urinario e genitale sono confusi all'estremità del pene, normalmente nascosto in una piega cutanea, il prepuzio. I testicoli normalmente intra-addominali possono scendere nella cavità addominale ricoperti di un sacco cutaneo, lo scroto: l'ano è alla base della coda in ambedue i sessi.
- La coda è lunga all'incirca quanto il tronco e la testa messi assieme: essa è ricoperta di scaglie cornee epidermiche disposte ad anelli, tra le quali si inseriscono alcuni piccoli peli.

## Biologia
Si tratta di animali attivi perlopiù dopo il tramonto. Durante la notte si tengono ben lontani dalle fonti di luce violenta. Durante il giorno, i topi riposano in tane poste in luoghi riparati e foderati con vari materiali, come cartone, stoffa ed erba. Il topo non va in letargo, a differenza di molti altri roditori: esso si adatta infatti molto bene ad ambienti freddi (purché vi sia disponibilità di cibo), al punto che se ne trovano popolazioni stabili anche all'interno di celle frigorifere.

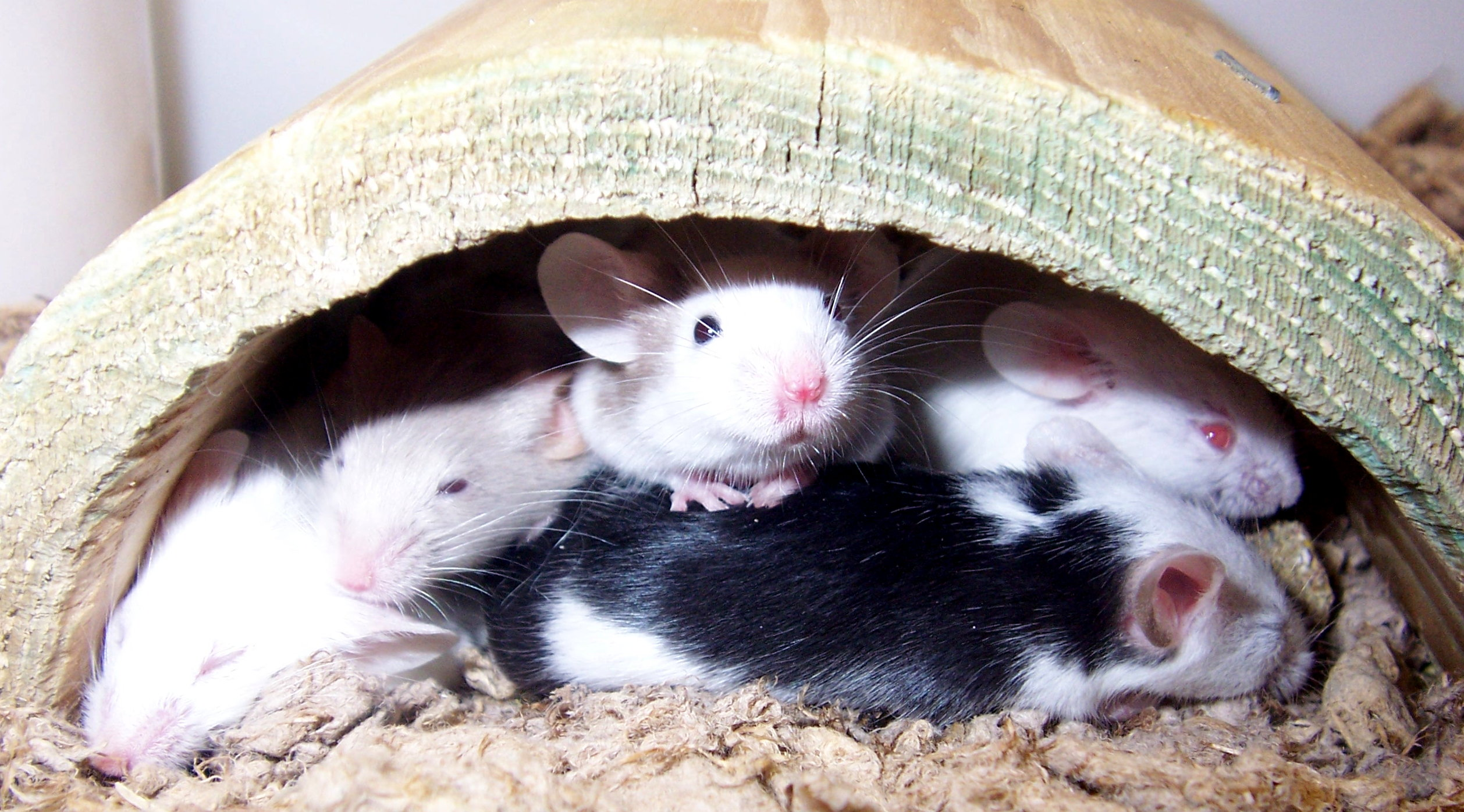
Un gruppo di topi si accalca in un nascondiglio.

Il topo è un animale socievole con gli animali della sua stessa specie, tende a riconoscere i suoi simili in base alla costituzione genetica, agevolato dal fatto che i geni inseriti nel complesso di istocompatibilità sono decisivi sull'odore emesso dal corpo del topo. Quindi i topi con lo stesso odore, tendenzialmente, sono appartenenti alla stessa famiglia. I ricercatori della Università della Florida hanno scoperto che le femmine cercano di accoppiarsi con maschi aventi odori diversi dal loro e tendono a costituire nidi in comune con femmine aventi lo stesso odore, quindi con eventuali sorelle.. In ogni caso, i maschi sono territoriali e tendono a definire un proprio spazio all'interno del quale dominano su varie femmine e cuccioli. Dei maschi dominanti tenuti in uno spazio angusto come una gabbia, anche se cresciuti insieme e vissuti l'uno nei pressi dell'altro (ad esempio in territori limitrofi), non tarderanno a dare segnali di aggressività e a cominciare a combattere fra loro. Per segnalare la propria presenza ed evitare quindi episodi di intolleranza, i topi si affidano a segnali olfattivi, quali principalmente la marcatura del proprio territorio con urina e feci. Queste ultime, lunghe circa 3 mm e di colore nero sono il segnale visibile anche all'occhio umano della presenza di topi nell'ambiente. L'urina, in particolare quella dei maschi, ha un forte odore dovuto alla presenza di numerosi composti chimici e di feromoni.
Il topo si muove sulle quattro zampe con passo veloce, che copre all'incirca 4,5 cm. I topi sono in grado di compiere salti di una quarantina di centimetri di lunghezza. Quando tuttavia l'animale è impegnato a mangiare, combattere od orientarsi in un territorio sconosciuto, non è infrequente che si erga sulle zampe posteriori, utilizzando la coda per bilanciarsi. La coda viene utilizzata per tenersi in equilibrio anche durante il salto e la corsa.

### Alimentazione

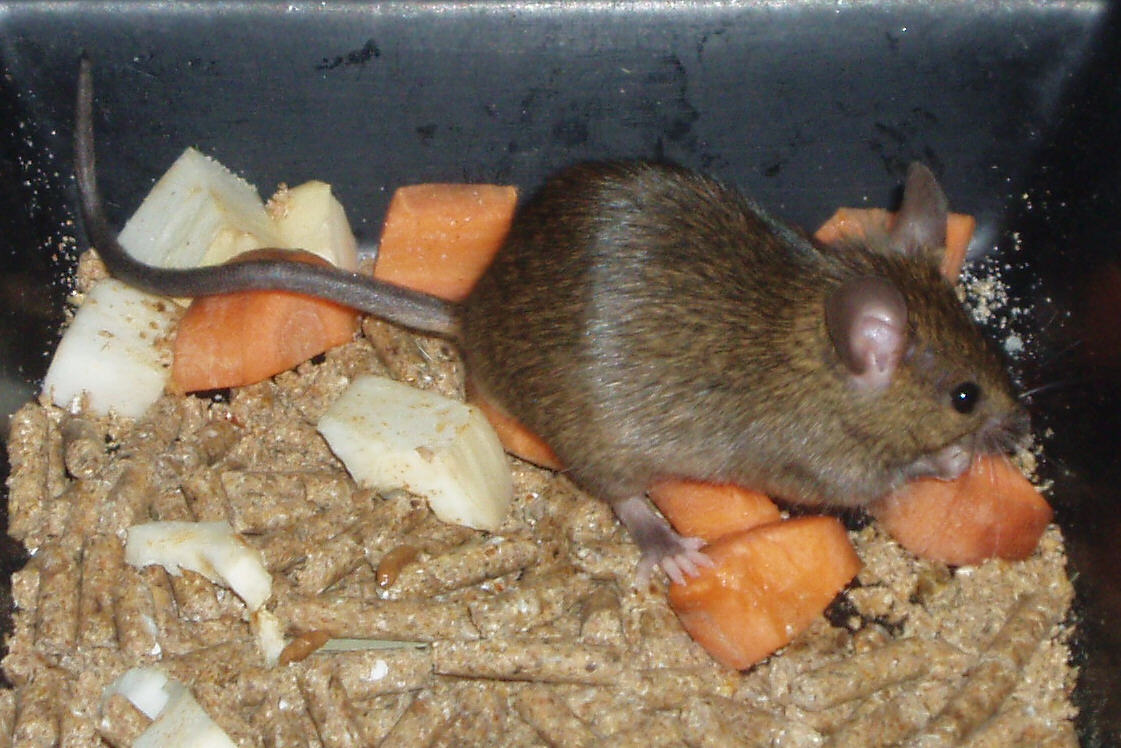
Un topo durante il pasto.

Si tratta di animali tendenzialmente onnivori: mangiano perlopiù prodotti di origine vegetale, ma all'occorrenza non disdegnano carne.
Il topo ricava l'acqua di cui necessita per la maggior parte dal cibo: in ogni caso necessita anch'esso di bere ogni tanto. Per integrare la propria dieta, non esita infine a praticare la coprofagia. A differenza dell’immaginario collettivo, i topi non sono ghiotti di formaggio e vi ricorrono soltanto in caso di estrema carenza di cibo.

### Riproduzione

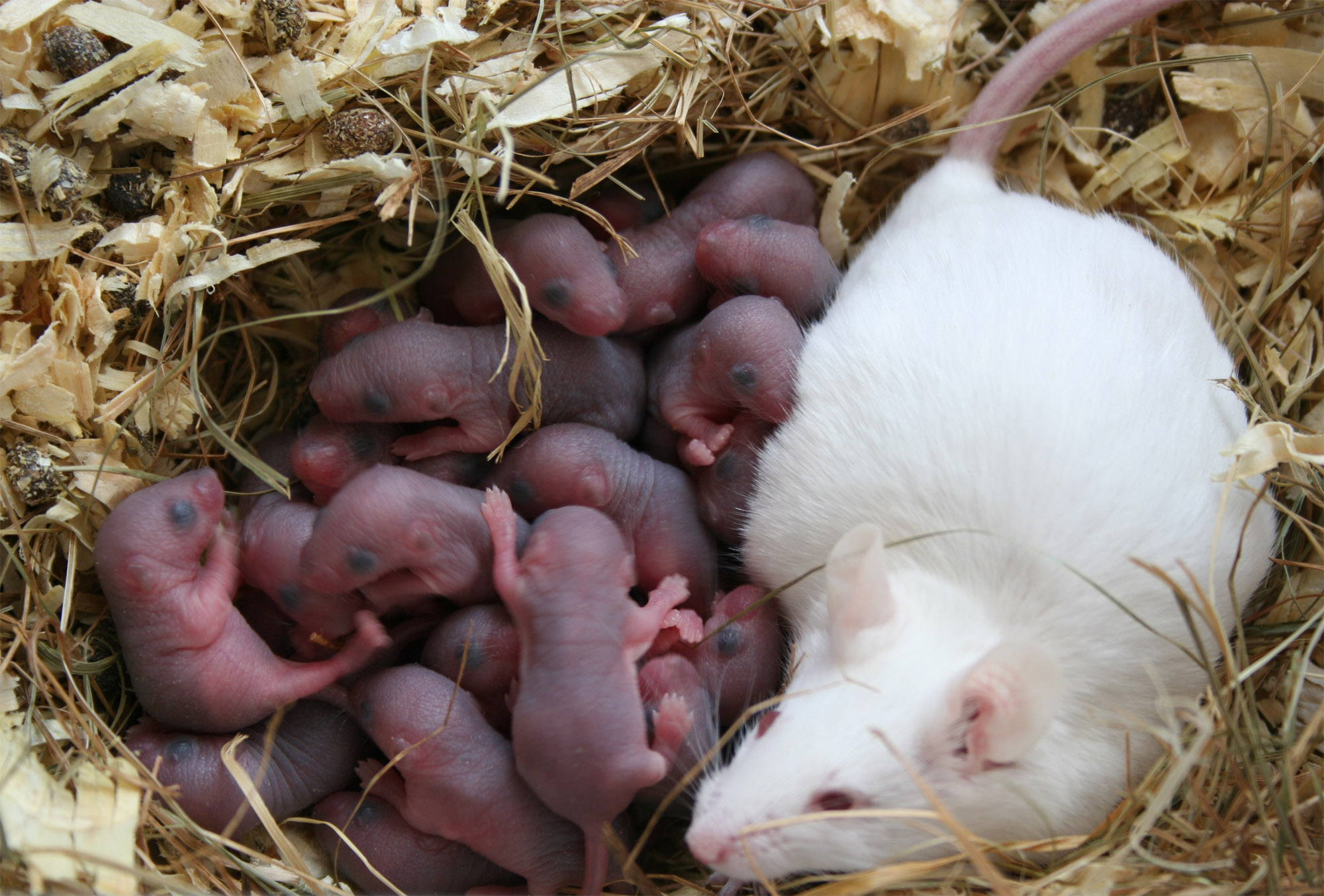
Una femmina con una numerosa cucciolata.

I topi sono in grado di riprodursi durante tutto l'anno. Nel caso in cui il cibo sia disponibile con continuità, la femmina può partorire e rimanere nuovamente gravida pressoché in continuazione, con un massimo di quindici parti annuali. Il ciclo estrale della femmina dura circa 5 giorni, mentre l'estro vero e proprio dura una ventina d'ore. Quando numerose femmine vengono costrette a vivere assieme, tuttavia, esse tendono a non andare mai in estro, mentre se vengono messe in contatto con l'urina di un maschio, l'estro sopraggiunge dopo tre giorni.
Per accoppiarsi con la femmina, il maschio la corteggia emettendo richiami ultrasonici su frequenze che vanno dai 30 ai 110 kHz, e seguendola e annusandola insistentemente. Il maschio, comunque, emette tali richiami anche durante e dopo l'accoppiamento; alcuni soggetti possono emettere richiami del genere anche solo annusando dei feromoni femminili. Per la loro complessità e per il fatto che la tonalità e la complessità di tali versi variano da individuo a individuo, questi richiami sono stati accostati alle melodie degli uccelli.

Anche le femmine sono in grado di emettere richiami ultrasonici, tuttavia raramente lo fanno.
Dopo l'accoppiamento, la femmina sviluppa un tappo vaginale che persiste per un giorno e le impedisce di essere montata da altri maschi. La gravidanza dura all'incirca tre settimane, al termine delle quali vengono dati alla luce un numero di cuccioli che varia fra i 3 e i 14. La femmina li accudisce in solitudine, tendendo ad allontanare i maschi per evitare episodi di cannibalismo.
I cuccioli alla nascita sono ciechi e nudi: il pelo comincia a crescere a tre giorni di vita, mentre gli occhi vengono aperti a due settimane. Attorno al mese d'età (6 settimane per le femmine e 8 per i maschi), essi sono in grado di riprodursi, anche se sia gli uni che le altre possono cominciare ad accoppiarsi già a partire dalle 5 settimane di vita.
La speranza di vita dei topi in natura è solitamente inferiore all'anno, a causa delle perdite consistenti dovute alla predazione e agli ambienti difficili nei quali frequentemente la specie si trova a vivere. In ambienti sicuri, tuttavia, un topo vive mediamente tre anni: nell'ambito del Methuselah Mouse Prize sono stati presentati topi con longevità assai più elevate, grazie a modificazioni genetiche e trattamenti farmacologici (l'attuale detentore del record è vissuto 1819 giorni).

## Rapporti con l'uomo
La storia dei topi è da sempre stata indissolubilmente legata a quella dell'uomo. Originari dell'Asia, la loro presenza è tuttavia attestata nel bacino del Mediterraneo già nell'8000 a.C., anche se essi tardarono a diffondersi nel resto d'Europa, dove li si trova solo a partire dal 1000 a.C.. Successivamente, grazie ai commerci e alle campagne militari, il topo ha esteso il proprio areale pressoché a qualsiasi parte del globo, anche sulle isole più remote.

Proprio grazie ai topi, si è potuta tracciare una mappa dei primi spostamenti effettuati dagli uomini e rimasti sconosciuti in quanto svoltisi in periodi in cui non si conosceva ancora la scrittura. In base a esami filogenetici delle popolazioni di topo danesi e di quelle dell'isola di Madera, nell'Oceano Atlantico, è emerso un antico e insospettabile legame fra queste, segno di un'antica presenza umana nella zona.

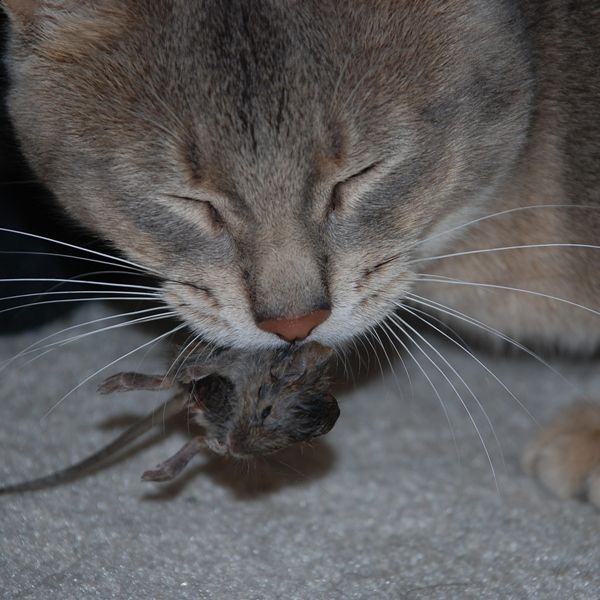
Un gatto che mangia un topo.

Il topo non è però sempre un coinquilino innocuo. Spesso, infatti, pur rivelandosi assai meno dannosi rispetto ai ratti, causa danni ingenti alle riserve di cibo e trasmette varie malattie. Si ritiene che proprio per tenere lontani questi roditori l'uomo abbia dato il via all'addomesticamento del gatto.

Nelle aree in cui si è stabilito, inoltre, spesso il topo ha prosperato a discapito delle specie già presenti, divenendo in alcuni casi un vero e proprio flagello.
Nonostante ciò, il topo è stato anche tenuto in cattività come animale domestico, già a partire dal 1100 a.C. si hanno notizie di topolini domestici in Cina. Attualmente, si tende a selezionare i topi domestici in tre lineamenti separati:
- i topi "da compagnia", selezionati per la varietà di colori e fogge del pelo, oltre che per la mitezza del temperamento[22];
- i topi da utilizzare come cibo vivo per altri animali tenuti in cattività, fra cui varie specie di rettili e artropodi. Generalmente questi topi sono monocromatici (se non albini) e dal temperamento mite, poiché in caso contrario potrebbero ferire anche seriamente gli animali a cui sono destinati come preda;

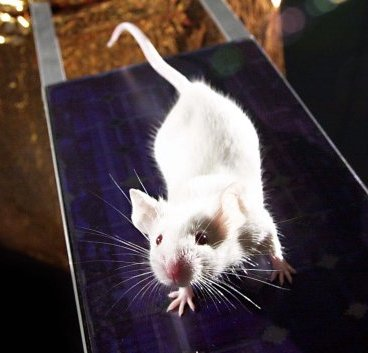
Un topo da laboratorio.

- i topi selezionati come cavie da laboratorio. I topi, infatti, sono organismi modello. Grazie alla facilità e velocità con la quale si riproducono, alle piccole dimensioni, al ciclo vitale molto veloce e alla frugalità, si dimostrano utili nello studio di numerose discipline (oncologia, embriologia, genetica, tossicologia, farmacologia etc.), tanto più che essi presentano una forte omologia con l'uomo.

Il genoma del topo, infatti, venne sequenziato completamente verso la fine del 2002: la sua parte aploide misura circa 3000 megabasi (più o meno come quella umana) ed è distribuita su 20 cromosomi. Tuttavia, è difficile fare una conta attendibile dei geni contenuti nel genoma del topo: una stima recente (che poi è quella attualmente accettata dalla maggior parte degli studiosi) parla di 23.786 geni, contro i 23.686 dell'uomo. Virtualmente, ciascun gene di topo trova un omologo nel genoma umano, il che permette di effettuare esperimenti su di essi. La sperimentazione sui topi, come quella sugli altri animali, è tuttavia contestata da pochi ricercatori che la ritengono un errore metodologico e dai sostenitori dei diritti animali.
Da un articolo pubblicato nel 2011 su Nature, risulta che la quasi totalità della comunità scientifica (92%) è comunque d'accordo sull'indispensabile ruolo che ha la sperimentazione animale nella ricerca biomedica e pura, seppure sperando che in un futuro prossimo questa possa finalmente essere sostituita con altri metodi, ora ancora inesistenti, mentre solo una netta minoranza (3%) degli scienziati si dice contraria alla sperimentazione animale.

## Letteratura
Nell'antica letteratura greca esiste un poemetto giocoso, la Batracomiomachia, cioè la battaglia delle rane e dei topi.
Nel Manoscritto trovato a Saragozza troviamo la storia dell'ateo Hervas raccontata dal figlio. Diego Hervas, mandato giovanissimo all'università di Salamanca ben presto «non ebbe più emuli tra i compagni e qualche anno più tardi ne seppe più dei professori». Si decise a scrivere cento volumi in ottavo ognuno dei quali dedicati a una scienza diversa. Li fece rilegare, si apprestò a «bearsi allo spettacolo dei suoi cento volumi allineati su un unico ripiano» e, chiusa bene la porta di casa, se ne andò qualche tempo a vedere il posto dove era nato, un'oscura borgata delle Asturie che sperava di render celebre. Al suo ritorno a Madrid «vede i cento volumi in frammenti, senza rilegatura; tutti i fogli sparpagliati e confusi sul pavimento! (...) I topi, attirati dall'odore della colla, incoraggiati dalla solitudine, si radunarono in gran folla, gettarono tutto all'aria, rosicchiarono, divorarono».
Nel romanzo La fattoria degli animali di George Orwell i topi, insieme con i conigli, rappresentano il sottoproletariato. Albert Camus nel romanzo La peste, metafora del nazismo, descrive una morìa di ratti. 
Il topo e la rana è una favola di Esopo e di Fedro. I topi sono anche protagonisti della leggenda tedesca Il pifferaio di Hamelin.